# سیارک ۱۶۹۲۰
سیارک ۱۶۹۲۰ (به انگلیسی: 16920 Larrywalker، نامگذاری:1998FR37) شانزده هزار و نهصد و بیستمین سیارک کشف شده‌است که در ۲۰ مارس ۱۹۹۸ کشف شد.
قدر مطلق سیارک برابر ۱۹.۵ است.